# Kortspillere
Kortspillere er en dansk stumfilm fra 1906 produceret af Nordisk Films Kompagni og instrueret af Viggo Larsen.

## Handling
Denne artikel mangler et handlingsreferat. Hjælp os med at skrive det.